# Jacopo De Marchi
Jacopo De Marchi (Trieste, 21 ottobre 1998) è un mezzofondista italiano.

## Biografia
Cresciuto nelle giovanili dell'Atletica Fincantieri Monfalcone, passa da allievo alla Trieste Atletica cominciando a raccogliere i primi risultati in campo nazionale, vincendo i 1000 metri ai campionati studenteschi e la staffetta di corsa campestre ai campionati italiani di cross del 2015. Nello stesso anno, sotto la guida di Roberto Furlanic, conquista il bronzo ai campionati italiani allievi di Milano, sulla distanza dei 1500 metri.
Nelle annate juniores arrivano le prime chiamate in nazionale giovanile, nel 2016 per i campionati europei di cross di Chia e nel 2017 per gli Europei di cross di Samorin e per gli europei Under 20 di Grosseto, dopo aver vinto l'argento nei 1500 ai campionati italiani juniores di Firenze. 
Da promessa è nuovamente azzurro agli Europei di corsa campestre nel 2018 ed a quelli del 2019, dove conquista l'argento a squadre. Sempre nel 2019 si laurea inoltre campione italiano promesse nei 3000 metri indoor. 
Questi risultati gli aprono le porte del professionismo nel 2021, con l'arruolamento nel Centro Sportivo Esercito e nel 2023 ottiene il primo titolo italiano assoluto ai campionati italiani di Molfetta, vincendo i 5000 metri in 14'02"07.
Nel 2024 ottiene la sua prima convocazione in nazionale assoluta, ancora una volta agli Europei di cross.

## Palmarès
| Anno | Manifestazione   | Sede     | Evento       | Risultato | Prestazione | Note |
| ---- | ---------------- | -------- | ------------ | --------- | ----------- | ---- |
| 2016 | Europei di cross | Chia     | Corsa U20    | 61º       | 18'37"      |      |
| 2017 | Europei U20      | Grosseto | 1500 m piani | Batteria  | 3'51"93     |      |
| 2017 | Europei di cross | Šamorín  | Corsa U20    | 36º       | 19'29"      |      |
| 2018 | Europei di cross | Tilburg  | Corsa U23    | 69º       | 25'55"      |      |
| 2018 | Europei di cross | Tilburg  | A squadre    |           |             |      |
| 2019 | Europei di cross | Lisbona  | Corsa U23    | 7º        | 24'55"      |      |
| 2019 | Europei di cross | Lisbona  | A squadre    | Argento   | 29 p.       |      |
| 2024 | Europei di cross | Antalya  | Individuale  | 55º       | 23'51"      |      |
| 2024 | Europei di cross | Antalya  | A squadre    | 9º        | 97 p.       |      |

## Campionati nazionali
2015
- Bronzo ai campionati italiani allievi, 1500 m piani - 3'59"73

2016
- Oro ai campionati italiani juniores, 1500 m piani - 3'58"55

2017
- 10º ai campionati italiani assoluti, 1500 m piani - 3'50"16
- Argento ai campionati italiani juniores, 1500 m piani - 3'49"85

2018
- 17º ai campionati italiani assoluti, 1500 m piani - 3'51"19
- 4º ai campionati italiani promesse, 1500 m piani - 3'48"35
- Bronzo ai campionati italiani promesse indoor, 3000 m piani - 8'32"43

2019
- Argento ai campionati italiani promesse, 5000 m piani - 14'31"12
- Oro ai campionati italiani promesse, 3000 m piani - 8'15"54

2020
- Argento ai campionati italiani promesse indoor, 3000 m piani - 8'08"85

2023
- Oro ai campionati italiani assoluti, 5000 m piani - 14'02"07
- 9º ai campionati italiani di 10 km su strada - 29'32"

2024
- Bronzo ai campionati italiani assoluti, 5000 m piani - 13'44"25
- 4º ai campionati italiani assoluti indoor, 3000 m piani - 8'05"71
- 5º ai campionati italiani di corsa campestre, cross corto - 9'03"

## Altre competizioni internazionali
2020
- 18º al Campaccio ( San Giorgio su Legnano) - 30'56"

2021
- 16º al Giro al Sas ( Trento) - 30'33"

2022
- Argento al Campaccio ( San Giorgio su Legnano), cross corto

2023
- 17º al Campaccio ( San Giorgio su Legnano) - 30'25"

2024
- 14º alla Cinque Mulini ( San Vittore Olona) - 28'59"